# Národní park Nuuksio
Národní park Nuuksio, finsky Nuuksion kansallispuisto (zkráceně finsky Nuuksio a švédsky Noux), je národní park v jižním Finsku v provincii Uusimaa. Leží na katastrech obcí Espoo, Kirkkonummi a Vihti. Byl založen roku 1994 a jeho současná rozloha je 45 km². Park je typickým příkladem původní jihofinské přírody. V parku je asi 29 km značených stezek a také cyklostezky.

## Symbol parku
Sybolem národního parku, který je také v jeho znaku, je hlodavec z čeledi veverkovití (Sciuridae) - Poletuška slovanská (Pteromys volans).

## Další informace
Park disponuje dostatečným množstvím míst pro stanování, táboření a kempování s kvalitním zázemím. Centrem parku je Finské přírodní centrum Haltia (Suomen luontokeskus Haltia) v Solvalla (obec Nuuksio) a samoobslužné informační centrum Haukkalampi u jezera Haukkalampi (obec Nuuksio).
Největší předností parku je ale jeho snadná dosažitelnost daná jeho polohou uvnitř Velkých Helsinek. K jeho okrajům zajíždí dokonce hromadná autobusová doprava.

## Galerie

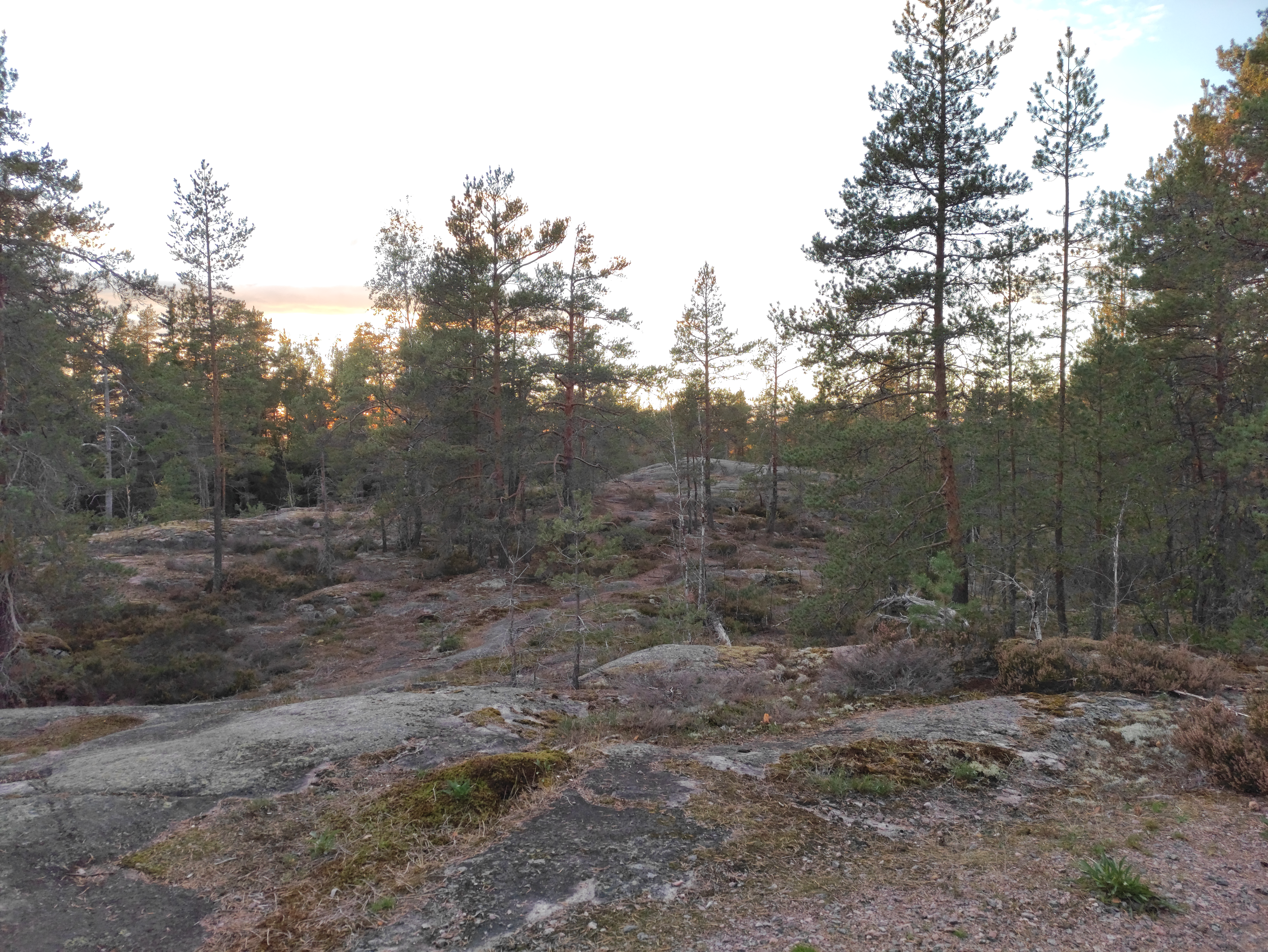
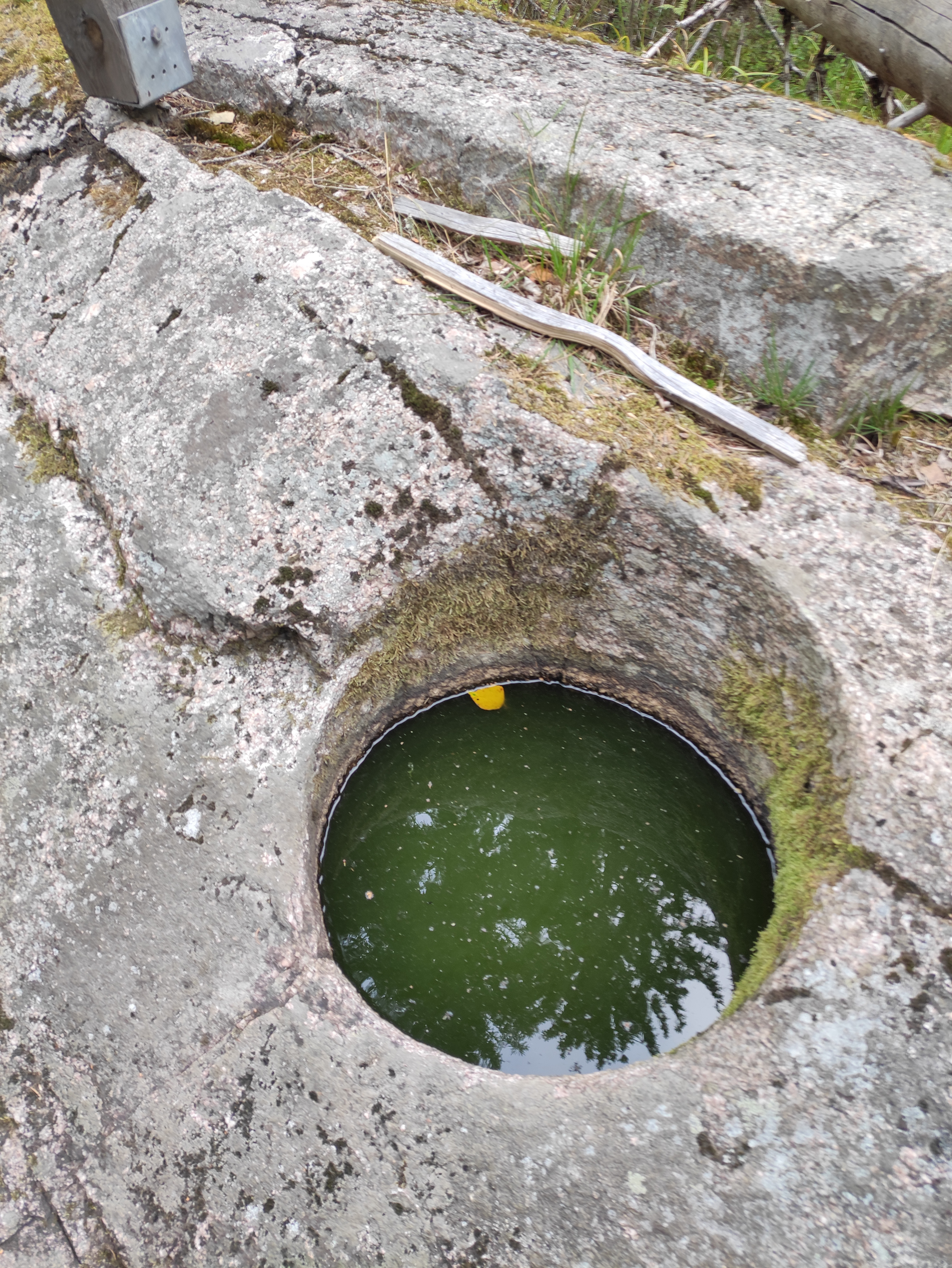
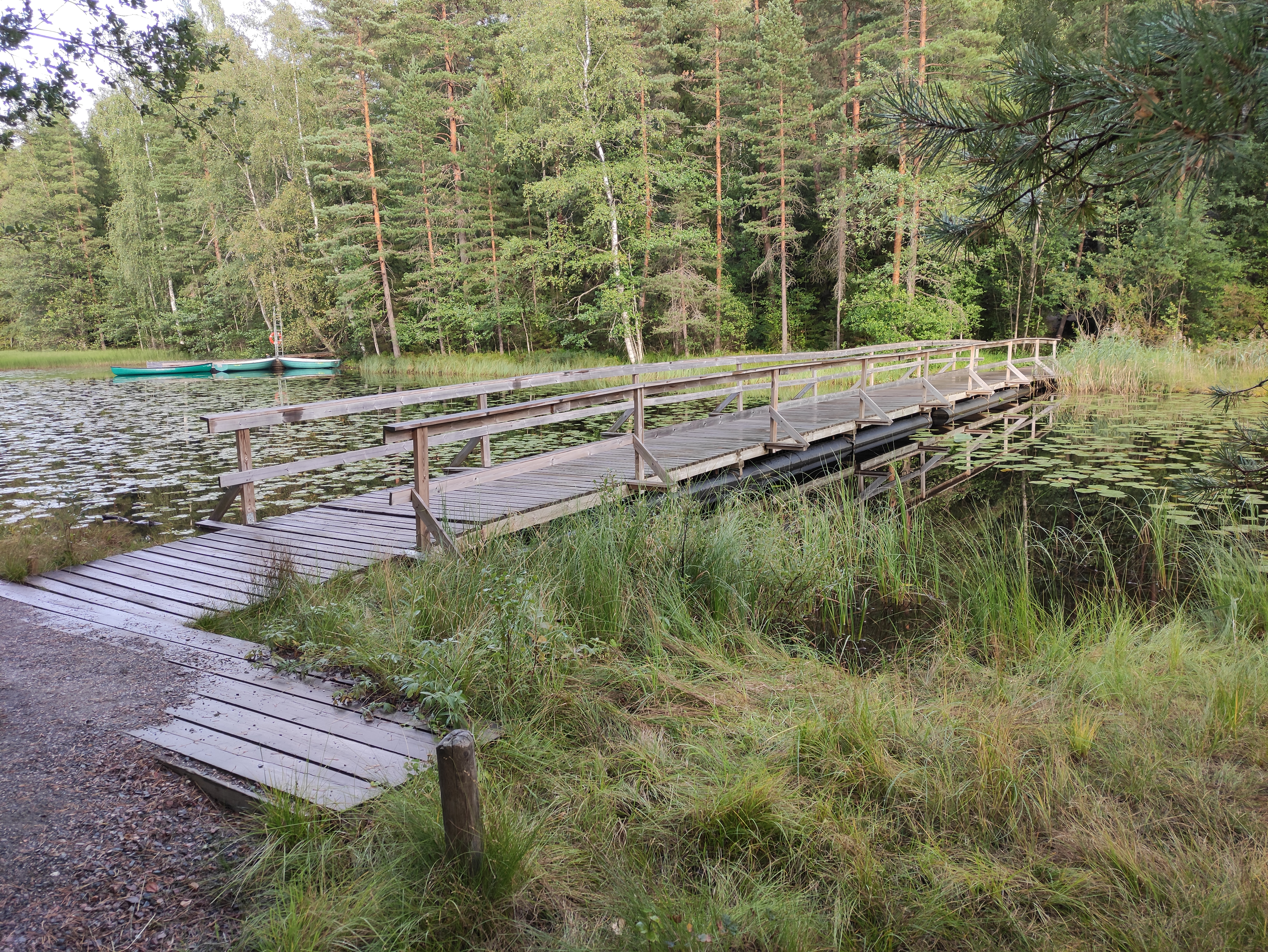
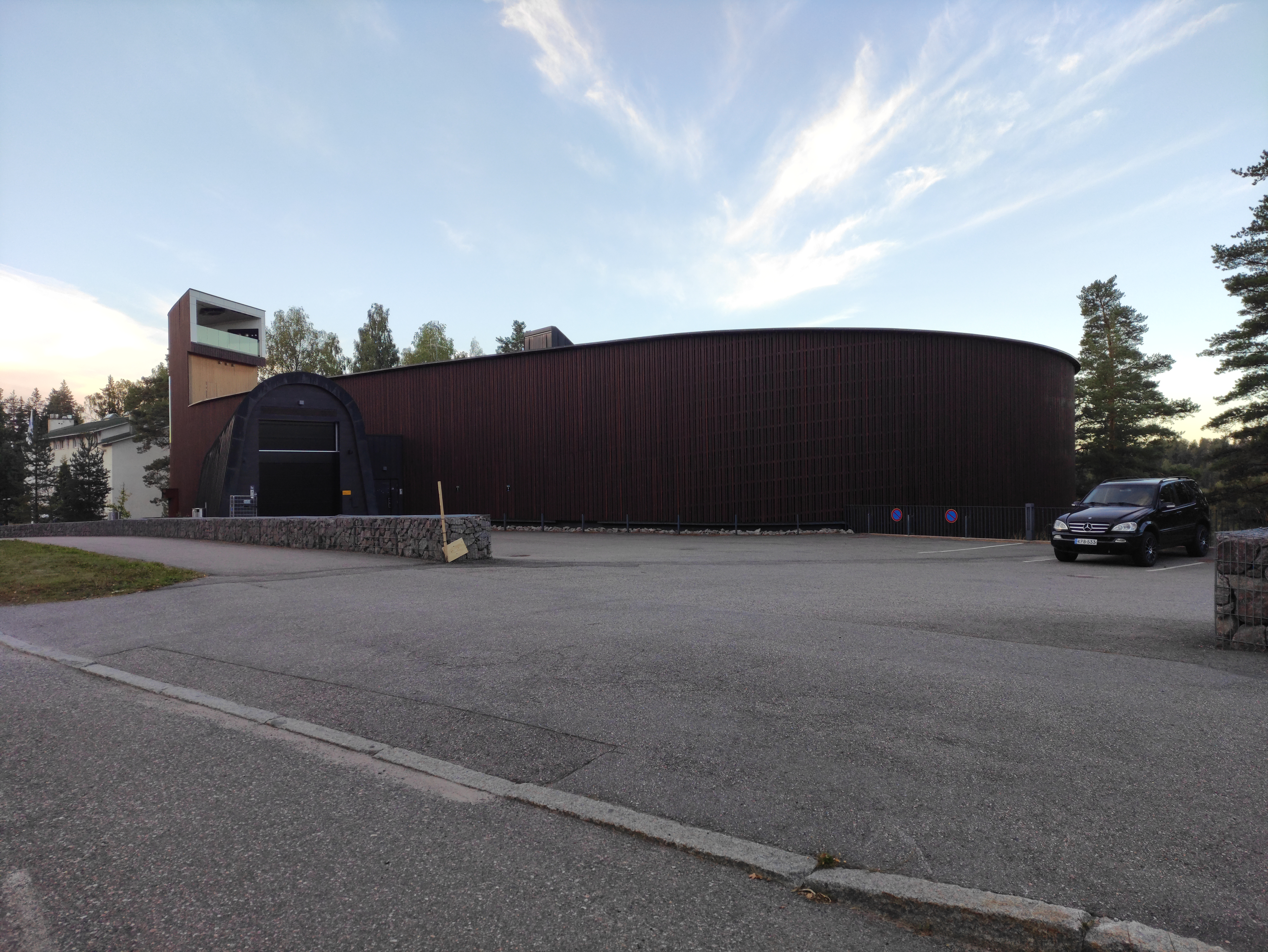